# Зелені (Франція)
Зелені  (фр. Les Verts) — французька зелена політична партія. Партія має 3 місця із 577 у Національних зборах, 5 місць із 343 у Сенаті та 14 місць із 72 виділених для Франції в Європарламенті (входить до фракції Зелені — Європейський вільний альянс). 13 листопада 2010 партія об'єдналася з коаліцією Європейські екологи і створили партію Європейські екологи-зелені.

## Історія
Участь екологів у політичному житті Франції починається 1970 року, значною подією було висунення Рене Дюмона кандидатом на президентських виборах 1974 року. Згодом, екологічний рух почав брати участь у всіх виборах: муніципальних в 1977 році, парламентських у 1978 році (під назвою «Екологи 1978»), виборах до Європарламенту в 1979 році (Європейські екологи), президентських у 1981 році(Бріс Лалонд).
24 квітня 1988 кандидат від зелених на президентських виборах збирає 3,8% голосів виборців (1150000 голосів). На вибори до Європейського парламенту 1989 року зелені отримують 10,6% голосів.
23 квітня 1995 року Домінік Вуане, кандидат від зелених на президентських виборах збирає 3,32% голосів виборців (1010738 голосів). Після перемоги лівих і зелених на парламентських виборах у 1997 році Домінік Вуане входить до складу уряду Ліонеля Жоспена як міністр навколишнього середовища та територіального планування (її замінив Ів Коше в 2001 році). 21 квітня 2002 року кандидат зелених на президентських виборах збирає 5,25% голосів виборців (1495901 голосів). Це було найкращим результатом зелених у першому турі президентських виборів.
Перед президентськими виборами 2007 року Зелені провели внутрішні вибори по висуненню кандидата від партії. У другому турі взяли участь Домінк Вуане (2446 голосів або 46,17%) та Ів Коше (2389 голосів або 45,10%). Вуане стала кандидатом на президентських виборах. Вона отримала, проте, всього 1,57% голосів (або 576 666 голосів), що є гіршим результатом зелених з часів висунення Рене Дюмона в 1974 році. У другому турі, вона підтримала кандидата від Соціалістичної партії: Сеголен Руаяль.
Під час виборів до Європарламенту у 2009 році список Європа-Екологія отримує 16,28% і 14 місць (з них 8 члени партії Зелені).